# Jelena Chrustalowa
Jelena Władimirowna Chrustalowa (ros. Елена Владимировна Хрусталёва, ur. 28 września 1980 w Krasnojarsku) – rosyjska biathlonistka, reprezentująca także Białoruś i Kazachstan, wicemistrzyni olimpijska.

## Kariera
Pierwsze sukcesy osiągnęła w 2000 roku. Najpierw zdobyła złote medale w biegu indywidualnym i sztafecie w kategorii juniorek podczas mistrzostw Europy w Zakopanem. Następnie wywalczyła srebrne medale w biegu pościgowym i sztafecie na mistrzostwach świata juniorów w Hochfilzen.
W Pucharze Świata zadebiutowała 6 grudnia 2001 roku w Hochfilzen, zajmując 36. miejsce w sprincie. Pierwsze punkty (w sezonach 2000/2001-2007/2008 punktowało 30. najlepszych zawodniczek) wywalczyła 23 stycznia 2002 roku w Anterselvie, gdzie w biegu indywidualnym była siódma. Jedyny raz na podium zawodów pucharowych stanęła 18 lutego 2010 roku w Vancouver, gdzie w tej samej konkurencji była druga. Najlepsze wyniki osiągnęła w sezonie 2009/2010, kiedy zajęła 35. miejsce w klasyfikacji generalnej.
W 2002 roku wystąpiła w barwach Białorusi na igrzyskach olimpijskich w Salt Lake City, gdzie zajęła 33. miejsce w sprincie, 30. w biegu pościgowym oraz 7. w sztafecie. W kolejnym sezonie powróciła do reprezentacji Rosji, zdobywając złote medale w biegu indywidualnym i sztafecie podczas mistrzostw Europy w Forni Avoltri. Na rozgrywanych dwa lata później mistrzostwach Europy w Nowosybirsku wywalczyła kolejny złoty medal w sztafecie.
Od 2006 roku reprezentowała Kazachstan. W barwach tego kraju wywalczyła srebrny medal w biegu indywidualnym podczas igrzysk olimpijskich w Vancouver w 2010 roku. W zawodach tych rozdzieliła Norweżkę Torę Berger i Darję Domraczewą z Białorusi. Był to pierwszy w historii medal olimpijski w biathlonie dla Kazachstanu. Na tej samej imprezie w pierwszej dziesiątce znalazła się też w sprincie, który ukończyła na piątej pozycji. Na rozgrywanych cztery lata później igrzyskach w Soczi indywidualnie plasowała się poza czołową trzydziestką, w sztafecie kobiet była dwunasta, a w sztafecie mieszanej czternasta. Zdobyła także pięć medali igrzysk azjatyckich w tym złote w biegu indywidualnym i sztafecie na igrzyskach azjatyckich w Astanie–Ałmaty w 2011 roku. Zajęła też między innymi szóste miejsce w biegu indywidualnym na mistrzostwach świata w Pjongczangu w 2009 roku.

## Osiągnięcia

### Igrzyska olimpijskie
| Rok  | Miejscowość    | Konkurencje | Konkurencje | Konkurencje | Konkurencje | Konkurencje | Konkurencje | Konkurencje |
| Rok  | Miejscowość    | IN          | SP          | PU          | MS          | RL          | MR          | SR          |
| ---- | -------------- | ----------- | ----------- | ----------- | ----------- | ----------- | ----------- | ----------- |
| 2002 | Salt Lake City | –           | 33.         | 30.         | nd.         | 7.          | nd.         | –           |
| 2010 | Vancouver      | 2.          | 5.          | 11.         | 27.         | 14.         | nd.         | –           |
| 2014 | Soczi          | 47.         | 57.         | 37.         | –           | 11.         | 14.         | –           |

### Mistrzostwa świata
| Rok  | Miejscowość     | Konkurencje | Konkurencje | Konkurencje | Konkurencje | Konkurencje | Konkurencje | Konkurencje |
| Rok  | Miejscowość     | IN          | SP          | PU          | MS          | RL          | MR          | SR          |
| ---- | --------------- | ----------- | ----------- | ----------- | ----------- | ----------- | ----------- | ----------- |
| 2008 | Östersund       | 41.         | 27.         | 44.         | –           | 13.         | –           | –           |
| 2009 | Pjongczang      | 6.          | 38.         | 46.         | 29.         | 18.         | –           | –           |
| 2011 | Chanty-Mansyjsk | 59.         | 68.         | –           | –           | 14.         | 22.         | –           |
| 2012 | Ruhpolding      | 19.         | 37.         | DNS         | –           | 19.         | 20.         | –           |
| 2013 | Nové Město      | 75.         | 75.         | –           | –           | 14.         | 17.         | –           |

### Mistrzostwa świata juniorów
| Rok  | Miejscowość | Konkurencje | Konkurencje | Konkurencje | Konkurencje | Konkurencje | Konkurencje | Konkurencje |
| Rok  | Miejscowość | IN          | SP          | PU          | MS          | RL          | MR          | SR          |
| ---- | ----------- | ----------- | ----------- | ----------- | ----------- | ----------- | ----------- | ----------- |
| 2000 | Hochfilzen  | 4.          | 4.          | 2.          | nd.         | 2.          | nd.         | –           |

### Igrzyska azjatyckie
| Miejsce | Dzień       | Rok  | Miejscowość | Konkurencja                | Strzelanie | Czas biegu | Strata   | Zwycięzca     |
| ------- | ----------- | ---- | ----------- | -------------------------- | ---------- | ---------- | -------- | ------------- |
| 8.      | 29 stycznia | 2007 | Changchun   | Sprint na 7,5 km           | 2+3        | 28:17,2    | + 2:58,0 | Liu Xianying  |
| 3.      | 30 stycznia | 2007 | Changchun   | Bieg pościgowy na 10 km    | 3+0+1+0    | 42:30,3    | + 6:16,4 | Kong Yingchao |
| 4.      | 1 lutego    | 2007 | Changchun   | Bieg indywidualny na 15 km | 1+0+1+1    | 1:00:13,0  | + 3:45,4 | Liu Xianying  |
| 2.      | 2 lutego    | 2007 | Changchun   | Sztafeta 4 x 6 km          | 4+16       | 1:32:26,0  | + 3:22,9 | Chiny         |
| 2.      | 31 stycznia | 2011 | Ałmaty      | Sprint na 7,5 km           | 0+0        | 23:21,6    | + 9,5    | Wang Chunli   |
| 1.      | 4 lutego    | 2011 | Ałmaty      | Bieg indywidualny na 15 km | 1+1+0+0    | 53:16,8    | -        | -             |
| 1.      | 5 lutego    | 2011 | Ałmaty      | Sztafeta 4 x 6 km          | 1+8        | 1:25:17,0  | -        | -             |

### Letnie mistrzostwa świata
| Miejsce | Dzień       | Rok  | Miejscowość    | Konkurencja             | Strzelanie | Czas biegu | Strata   | Zwycięzca        |
| ------- | ----------- | ---- | -------------- | ----------------------- | ---------- | ---------- | -------- | ---------------- |
| 11.     | 7 września  | 2007 | Otepää         | Sprint na 7,5 km        | 1+3        | 26:04,5    | + 1:18,9 | Kaisa Mäkäräinen |
| 8.      | 8 września  | 2007 | Otepää         | Bieg pościgowy na 10 km | 0+1+1+1    | 36:15,9    | + 2:40,9 | Kaisa Mäkäräinen |
| 16.     | 26 września | 2008 | Haute Marienne | Sprint na 7,5 km        | 1+1        | 27:44,8    | + 3:17,0 | Teja Gregorin    |
| NS.     | 27 września | 2008 | Haute Marienne | Bieg pościgowy na 10 km | -          | -          | -        | Teja Gregorin    |
| 23.     | 26 września | 2009 | Oberhof        | Sprint na 7,5 km        | 1+0        | 21:51,9    | + 1:58,1 | Magdalena Neuner |
| 27.     | 27 września | 2009 | Oberhof        | Bieg pościgowy na 10 km | 1+1+0+1    | 34:31,8    | + 5:48,5 | Magdalena Neuner |

### Puchar Świata

#### Miejsca w klasyfikacji generalnej
| Sezon     | Miejsce |
| --------- | ------- |
| 2001/2002 | 43.     |
| 2006/2007 | 82.     |
| 2007/2008 | 52.     |
| 2008/2009 | 51.     |
| 2009/2010 | 35.     |
| 2010/2011 | 69.     |
| 2011/2012 | 68.     |
| 2012/2013 | -       |
| 2013/2014 | 99.     |
| 2014/2015 | -       |

#### Miejsca na podium chronologicznie
| Lp. | Dzień     | Rok  | Miejscowość | Konkurencja                | Lokata | Pudła   | Czas biegu | Strata | Zwycięzca   |
| --- | --------- | ---- | ----------- | -------------------------- | ------ | ------- | ---------- | ------ | ----------- |
| 1.  | 18 lutego | 2010 | Whistler    | Bieg indywidualny na 15 km | 2.     | 0+0+0+0 | 41:13,5    | +20,7  | Tora Berger |

### Puchar IBU

#### Miejsca na podium chronologicznie
| Lp. | Dzień        | Rok  | Miejscowość  | Konkurencja      | Lokata | Pudła   | Czas biegu | Strata | Zwycięzca          |
| --- | ------------ | ---- | ------------ | ---------------- | ------ | ------- | ---------- | ------ | ------------------ |
| 1.  | 9 grudnia    | 2006 | Obertilliach | Sprint na 7,5 km | 3.     | 23:14,9 | 0+0        | +8,6   | Jenny Adler        |
| 2.  | 24 listopada | 2007 | Geilo        | Sprint na 7,5 km | 3.     | 22:20,8 | 0+1        | +9,8   | Kari Henneseid Eie |
| 3.  | 25 listopada | 2007 | Geilo        | Sprint na 7,5 km | 2.     | 21:34,6 | 0+1        | +17,9  | Anne Preußler      |